# Edward Glemham
Edward Glemham (fallecido en 1594 o antes) fue un navegante y corsario inglés. En su barco, Edward and Constance, destruyó dos barcos españoles, rechazó cuatro galeras y capturó un barco mercante veneciano en su primer viaje de 1590. Hizo un segundo viaje poco después del primero. Sus aventuras se describen en dos folletos de letras negras (1591 y 1594; reimpreso, 1820 y 1866).

## Legado
Las empresas de Glemham parecen haber sido desafortunadas, a juzgar por el hecho de que, comenzando con una buena propiedad, 'comiendo a sus amigos y socorriendo abundantemente a los pobres', y teniendo una esposa 'única heredera de un justo adorador caballero, famoso en su vida y de grandes posesiones', vendió Benhall lejos de la familia a Edward Duke, quien murió en 1598. En Newes from the Levane Seas, el nombre se escribe con frecuencia Glenham, pero esto parece ser incorrecto, ya que la familia se llamaba después de Glemham en Suffolk, su antigua sede.